# Plebejus trappi
Plebejus trappi är en fjärilsart som beskrevs av Ruggero Verity 1927. Plebejus trappi ingår i släktet Plebejus och familjen juvelvingar. IUCN kategoriserar arten globalt som nära hotad. Inga underarter finns listade i Catalogue of Life.